# Peter Gallagher
Peter Killian Gallagher (* 19. srpna 1955, New York, USA) je americký herec, vítěz Zlatého glóbu.

## Životopis
Gallgher se narodil a vyrůstal ve státě New York. V herectví prorazil filmem Hráč v roce 1992, objevil se ve filmech Zatímco jsi spal se Sandrou Bullock, Americká krása, Mr. Deeds – Náhodný milionář. Hrál také na Broadwayi. V letech 2003-2007 hrál postavu Sandyho Cohena v seriálu O.C.

## Filmografie
| Rok        | Název                                     | Role                      | Poznámka                                          |
| ---------- | ----------------------------------------- | ------------------------- | ------------------------------------------------- |
| 1979       | The Guiding Light                         | Chuck Haskell             |                                                   |
| 1980       | Skag                                      | John Skagska              | 6 dílů                                            |
| 1980       | Manažer                                   | Caesare                   |                                                   |
| 1982       | Summer Lovers                             | Michael Pappas            |                                                   |
| 1984       | Terrible Joe Moran                        | Nick                      | TV film                                           |
| 1985       | Dítě snů                                  | Jack Dolan                |                                                   |
| 1986       | My Little Girl                            | Kai                       |                                                   |
| 1987       | Long Day's Journey Into Night             | Edmund Tyrone             | TV film                                           |
| 1987       | Private Eye                               | Tommy Baron               | díl: „Blue Hotel Part 1“                          |
| 1988       | Vražda Mary Phaganové                     | Leo Frank                 | mini-seriál                                       |
| 1988       | Vojenský soud se vzbouřenci z lodi Caine  | John Challee              | TV film                                           |
| 1988       | The Big Knife                             | Charles Castle            | TV film                                           |
| 1988       | Dům veselých duchů                        | bratr Tony                |                                                   |
| 1988       | I'll Be Home for Christmas                | Aaron                     |                                                   |
| 1989       | Sex, lži a video                          | John Mullany              |                                                   |
| 1990       | Love and Lies                             | David West                | TV film                                           |
| 1990       | Julie a její milenci                      | Richard Quince            |                                                   |
| 1991       | Nežádoucí láska                           | Philip Quennell           | TV film                                           |
| 1991       | The Cabinet of Dr. Ramirez                | Matt                      |                                                   |
| 1991       | Pozdě k večeři                            | Bob Freeman               |                                                   |
| 1991       | Milena                                    | Pollak                    |                                                   |
| 1992       | Hráč                                      | Larry Levy                |                                                   |
| 1992       | Bob Roberts                               | Dan Riley                 |                                                   |
| 1993       | Watch It                                  | John                      |                                                   |
| 1993       | Padlí andělé                              | Dr. Yorgrau               | 2 díly                                            |
| 1993       | Prostřihy                                 | Stormy Weathers           |                                                   |
| 1993       | V moci posedlosti                         | Dennis Riley              |                                                   |
| 1994       | Záskok                                    | Vic Teneta                |                                                   |
| 1994       | Mother's Boys                             | Robert Madigan            |                                                   |
| 1994       | Bílá míle                                 | Jack Robbins              |                                                   |
| 1994       | Paní Parkerová a začarovaný kruh          | Alan Campbell             |                                                   |
| 1995       | Zatímco jsi spal                          | Peter Callaghan           |                                                   |
| 1995       | Skryté zlo                                | Michael Chambers          |                                                   |
| 1995       | Café Society                              | Jack Kale                 |                                                   |
| 1996       | Poslední tanec                            | John Hayes                |                                                   |
| 1996       | Nezvaný host                              | David Lewis               |                                                   |
| 1996       | Titanic                                   | Wynn Park                 |                                                   |
| 1997       | Cesta do ráje                             | John Anticev              |                                                   |
| 1997       | Muž, který věděl příliš málo              | James 'Jimmy' Ritchie     |                                                   |
| 1998       | Zločin v ulicích                          | Chris Rawls               | díl: „Where There's Smoke“                        |
| 1998       | Johnny Skidmarks                          | Johnny Scardino           |                                                   |
| 1998       | Virtuální posedlost                       | Dr. Joe Messenger         | TV film                                           |
| 1998       | Báječný nový svět                         | Bernard Marx              |                                                   |
| 1998       | The Secret Lives of Men                   | Michael                   | 7 dílů                                            |
| 1999       | Americká krása                            | Buddy Kane                |                                                   |
| 1999       | Dům na Haunted Hill                       | Donald W. Blackburn, M.D. |                                                   |
| 1999       | Vražedné bratrstvo                        | Bob Mathews               | TV film                                           |
| 2000       | Nevěra naruby                             | Jordin                    |                                                   |
| 2000       | Zamilovaný anděl                          | Harry                     | TV film                                           |
| 2000       | Tanec s vášní                             | Jonathan Reeves           |                                                   |
| 2000       | The Last Debate                           | Tom Chapman               | TV film                                           |
| 2001       | Parfém                                    | Guido                     |                                                   |
| 2001       | Griffinovi                                | Jared (hlas)              | díl: „Lethal Weapons“                             |
| 2001       | Nebezpečný svědek                         | Ted                       |                                                   |
| 2001       | Ztracené ideály                           | Philippe Ferronaire       | TV film                                           |
| 2002       | Mr. Deeds - Náhodný milionář              | Chuck Cedar               |                                                   |
| 2002       | Dobrodružství Toma Palečka a Malenky      | král (hlas)               |                                                   |
| 2003       | Láskou praštěná                           | Len Martin                | nebyl uveden v titulcích                          |
| 2003       | Dvojí život Billa Goodmana                | Bill Goodman              | TV film                                           |
| 2003–2007  | O.C.                                      | Sandy Cohen               | hlavní role, 92 dílů                              |
| 2006       | Robot Chicken                             | Více postav (hlas)        | 2 díly                                            |
| 2007       | The Gathering                             | Dr. Michael Foster        |                                                   |
| 2008       | Žralok                                    | Frank Bell                | díl: „Partners in Crime“                          |
| 2008       | Tanec s vášní: Rozbal to!                 | Jonathnan Reeves          |                                                   |
| 2009       | Adam                                      | Marty Buchwald            |                                                   |
| 2009       | The War Boys                              | Slater                    |                                                   |
| 2009       | Californication                           | děkan Stacy Koons         | 7 dílů                                            |
| 2010       | Betty Anne Waters                         |                           |                                                   |
| 2010       | Zachraň mě                                | otec Phil                 | 7 dílů                                            |
| 2010       | Odsouzení                                 | Barry Sheck               |                                                   |
| 2010       | Varieté                                   | Vince Scali               |                                                   |
| 2010–2014  | V utajení                                 | Arthur Campbell           | hlavní role (2.–5. řada), vedlejší role (1. řada) |
| 2011       | Someday This Pain Will Be Useful to You   | Paul Sveck                |                                                   |
| 2011-2013  | Whitney                                   | Vince                     | 2 díly                                            |
| 2012       | Let’s Dance: Revolution                   | William Anderson          |                                                   |
| 2012       | Jak jsem poznal vaši matku                | profesor Vinnick          | díl: „The Final Page“                             |
| 2014–2019  | Zákon a pořádek: Útvar pro zvláštní oběti | William Dodds             | vedlejší role (16.–19. řada), 19 dílů             |
| 2015       | Hello, My Name Is Doris                   | Willy Williams            |                                                   |
| 2015       | Dobrá manželka                            | Ethan Carver              | Ethan Carver                                      |
| 2015–2016  | Togetherness                              | Larry                     | 9 dílů                                            |
| 2016       | Nová holka                                | Gavin Schmidt             | 4 díly                                            |
| 2017       | Souboj na špičkách                        | Jonathan Reeves           | TV film                                           |
| 2017       | Muž hledá ženu                            | Joel Greenberg            | díl: „Doplhin“                                    |
| 2017       | Literally, Right Before Aaron             | Orson Schwartzman         |                                                   |
| 2017       | Submission                                | Len Curry                 |                                                   |
| 2017       | Matky na tahu o Vánocích                  | Hank Redmond              |                                                   |
| 2017–dosud | Grace a Frankie                           | Nick Skolka               |                                                   |
| 2018–2019  | X-Men: Nová generace                      | Benedict Ryan             | 5 dílů                                            |
| 2018       | Sideswiped                                | Andrew                    | díl: „For a Nickel I Will“                        |
| 2018       | Murphy Brown                              | John Haggerty             | díl: „Results May Vary“                           |
| 2019       | After: Polibek                            | Ken Scott                 |                                                   |
| 2019       | The Conners                               | Brian Foster              | díl: „Rage Against the Machine“                   |
| 2019       | Nevlastní táta                            |                           | krátkometrážní film                               |
| 2020       | Palm Springs                              | Howar                     |                                                   |
| 2020       | Zoey's Extraordinary Playlist             | Mitch Clarke              | hlavní role                                       |